# 日本海酒田リハビリテーション病院
日本海酒田リハビリテーション病院（にほんかいさかたりはびりてーしょんびょういん）は、山形県酒田市にある、地方独立行政法人「山形県・酒田市病院機構」が運営する病院である。

## 概要
1947年（昭和22年）7月15日に酒田市（当時の西荒瀬村）豊里に設立された。当時進駐していた米陸軍第8軍山形軍政部の命令により設置されたもので、開院時は公立酒田病院と称し、太平洋戦争中に山形県鶴岡市に疎開していた日本医科大学出身の医師達によって診療がなされ、同大学による医師供給体制は昭和40年代末まで続いた。1960年（昭和35年）には酒田市内の社会保険病院（1953年開院）と統合し、市立酒田病院とすると同時に現在の酒田市千石町一丁目に本院を移し、旧公立酒田病院を豊里分院とした。その後、1969年（昭和44年）に現在地（酒田市千石町二丁目）に移転している。

### 山形県立日本海病院との統合再編
2008年（平成20年）4月1日、市立酒田病院と山形県立日本海病院の統合再編により、地方独立行政法人山形県・酒田市病院機構が発足したことに伴い、旧山形県立日本海病院と経営統合し、日本海病院は日本海総合病院となり、酒田病院は同機構の日本海総合病院酒田医療センターとなった。再編後は日本海総合病院が救急医療を含む急性期医療を行い、酒田医療センター亜急性期～慢性期の入院医療に特化することで、両病院の機能分担を図った。病院施設の改修が完了するまでは暫定的に診療科を分担し、病院間のシャトルバスを運行するなどして対応した。酒田医療センターでは、従来の東棟をA棟として改築、病棟、機能訓練室、外来・地域医療室、薬剤部、総合受付、事務部門、機械室、管理部門などを設置、B棟およびエントランス棟を増築して病棟、デイケア施設、栄養管理室などを設置した。施設改修完了後は入院医療に特化したため、外来診療は行っていない。

## 沿革
- 1947年（昭和22年）07月 - 公立酒田病院として西荒瀬村大字豊里に開設[2]。
- 1947年（昭和22年）11月 - 内科、外科、婦人科の3診療科で診療を開始（病床数150床）。
- 1960年（昭和35年）04月 - 社会保険酒田病院と統合、市立酒田病院となる。旧保険酒田病院を本院、旧公立酒田病院を豊里分院とする。
- 1969年（昭和44年）09月 - 現在地に新築移転、病床数400床（一般病床350床、結核病床50床）。
- 1976年（昭和51年）09月 - 結核病床を一般病床へ転換、病床数400床（一般病床400床）。
- 1981年（昭和56年）03月 - 放射線棟が竣工。
- 1988年（昭和63年）03月 - 東棟が竣工。
- 1990年（平成02年）01月 - MRI棟が竣工。
- 2005年（平成17年）11月 - 平成の大合併による1市3町（酒田市、八幡町、平田町、松山町）の合併で酒田市立酒田病院と改称。
- 2008年（平成20年）04月 - 県立日本海病院との経営統合により日本海総合病院酒田医療センターとなる。病床数235床（一般病床235床）。
- 2010年（平成22年）11月 - 一般病床を医療療養型病床へ転換、病床数114床（医療療養型病床114床）。
- 2012年（平成24年）07月 - 増築棟が竣工、病床数79床で運用（療養病床44床、回復期リハビリテーション病床35床）。
- 2013年（平成25年）05月 - エントランス棟が竣工、増改築工事完了。
- 2013年（平成25年）06月 - 通所リハビリテーション（デイケア）運用開始。
- 2014年（平成26年）04月 - 病床数114床へ変更（療養病床35床、回復期リハビリテーション病床79床）。
- 2018年（平成30年）04月 - 日本海酒田リハビリテーション病院に改称。

## 診療科

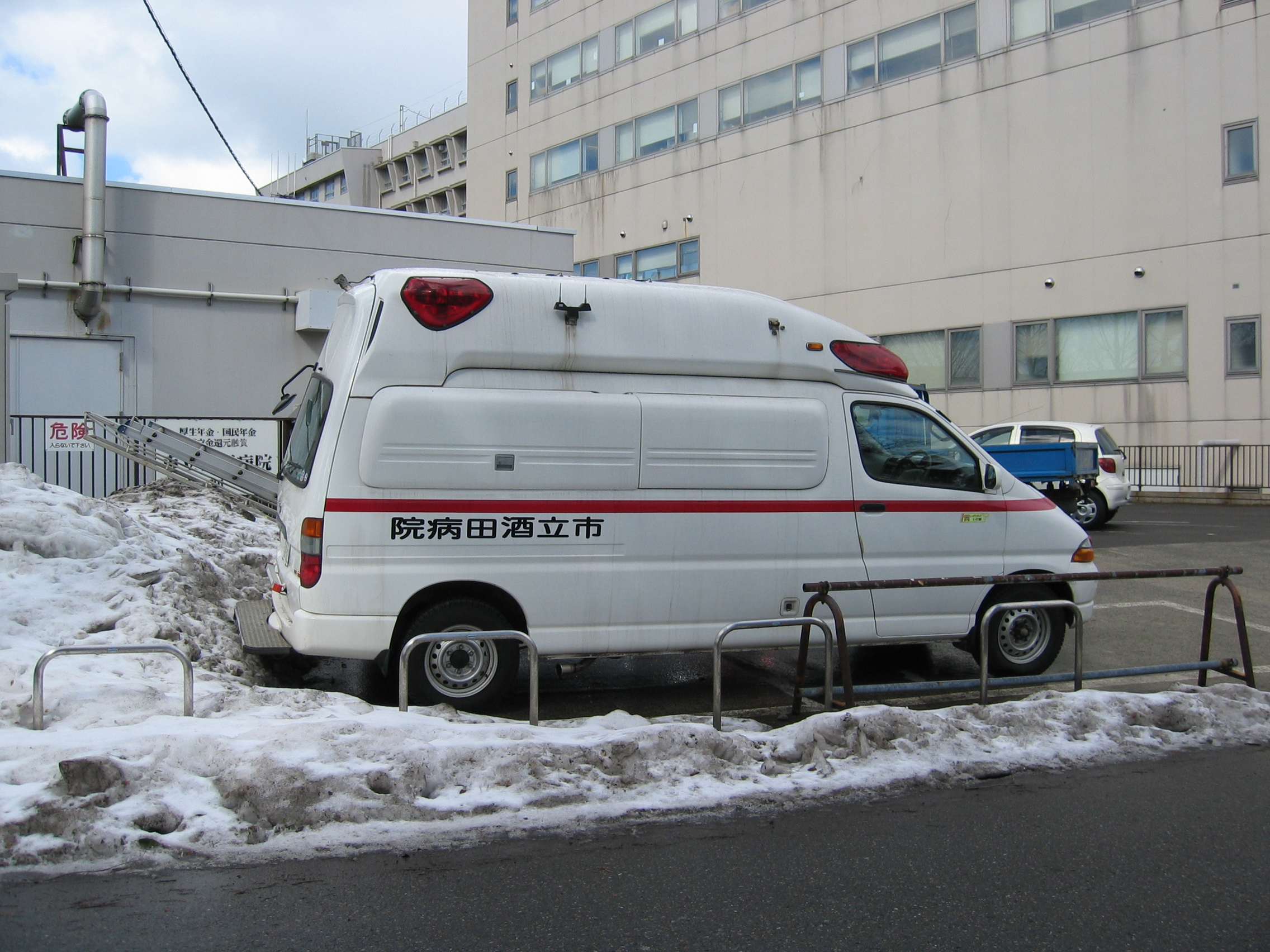
市立酒田病院が所有する救急車

2010年より亜急性期～慢性期の入院診療に特化した病院となったため、外来診療は行っていない。
- 内科
- リハビリテーション科